# 2009-es salakmotor-világbajnokság
A 2009-es salakmotor-világbajnokság a Speedway Grand Prix éra 15., összességében pedig a széria 64. szezonja volt. Az idény április 25-én kezdődött Csehországban a Markéta Stadionban és Lengyelországban végződött a Polonia Stadionban október 17-én.
Jason Crump szerezte meg a bajnoki címet, Tomasz Gollobbal és Emil Szajfutgyinovval szemben. A címvédő Nicki Pedersen volt, aki a hatodik helyen fejezte be az idényt.

## Versenyzők
A szezon során összesen 15 állandó versenyző vett részt a versenyeken. A résztvevők a következőképpen tevődtek össze:
- A 2008-as szezon első nyolc helyezettje automatikusan helyet kapott a mezőnyben.[3]
- Az idény előtt megrendezett Grand Prix Challenge három leggyorsabb versenyzője kvalifikálhatott a mezőnybe.[4]
- Az utolsó négy hely sorsáról a bajnokság promótere, a Benfield Sports International döntött, amely a tavalyi szezon eredménye alapján választott.[5]
- A mezőnyt továbbá szabadkártyás és helyettesítő résztvevők egészítették ki.

| #                        | Motorversenyző         | Továbbjutás        | Fordulók           |
| Állandó résztvevők       | Állandó résztvevők     | Állandó résztvevők | Állandó résztvevők |
| ------------------------ | ---------------------- | ------------------ | ------------------ |
| 1                        | Nicki Pedersen         | automatikus        | 1–5, 7–11          |
| 2                        | Jason Crump            | automatikus        | összes             |
| 3                        | Tomasz Gollob          | automatikus        | összes             |
| 4                        | Greg Hancock           | automatikus        | összes             |
| 5                        | Hans Andersen          | automatikus        | összes             |
| 6                        | Leigh Adams            | automatikus        | összes             |
| 7                        | Andreas Jonsson        | automatikus        | összes             |
| 8                        | Rune Holta             | automatikus        | összes             |
| 9                        | Scott Nicholls         | kiválasztás        | összes             |
| 10                       | Fredrik Lindgren       | kiválasztás        | összes             |
| 11                       | Chris Harris           | kiválasztás        | összes             |
| 12                       | Kenneth Bjerre         | kvalifikáció       | összes             |
| 13                       | Grzegorz Walasek       | kvalifikáció       | összes             |
| 14                       | Sebastian Ułamek       | kvalifikáció       | összes             |
| 15                       | Emil Szajfutgyinov     | kiválasztás        | összes             |
| Szabadkártyás résztvevők |                        |                    |                    |
| 16                       | Matěj Kůs              |                    | 1                  |
| 16                       | Jarosław Hampel        |                    | 2                  |
| 16                       | Antonio Lindbäck       |                    | 3, 7               |
| 16                       | Niels Kristian Iversen |                    | 4, 8               |
| 16                       | Edward Kennett         |                    | 5                  |
| 16                       | Grigorij Laguta        |                    | 6                  |
| 16                       | Matej Žagar            |                    | 9                  |
| 16                       | Guglielmo Franchetti   |                    | 10                 |
| 16                       | Adrian Miedziński      |                    | 11                 |
| Pályatartalékok          |                        |                    |                    |
| 17                       | Mattia Carpanese       |                    | 10                 |
| Helyettesítő résztvevők  |                        |                    |                    |
| 19                       | Niels Kristian Iversen |                    | 6                  |

Megjegyzés:
- Csak azok a helyettesítők és pályatartalékok szerepelnek a listán, akik legalább egy versenyen részt vettek a szezon során.

## Versenynaptár és eredmények
| Forduló | Dátum          | Helyszín                 | Győztes            | Második          | Harmadik         | Negyedik               | Listavezető      | Előny |
| ------- | -------------- | ------------------------ | ------------------ | ---------------- | ---------------- | ---------------------- | ---------------- | ----- |
| 1       | április 25.    | Markéta Stadion          | Emil Szajfutgyinov | Fredrik Lindgren | Jason Crump      | Leigh Adams            | Fredrik Lindgren | 2     |
| 2       | május 9.       | Alfred Smoczyk Stadion   | Jason Crump        | Tomasz Gollob    | Andreas Jonsson  | Greg Hancock           | Jason Crump      | 9     |
| 3       | május 30.      | Ullevi                   | Emil Szajfutgyinov | Jason Crump      | Antonio Lindbäck | Nicki Pedersen         | Jason Crump      | 6     |
| 4       | június 13.     | Parken Stadion           | Jason Crump        | Greg Hancock     | Tomasz Gollob    | Niels Kristian Iversen | Jason Crump      | 14    |
| 5       | június 27.     | Millennium Stadion       | Jason Crump        | Fredrik Lindgren | Hans Andersen    | Greg Hancock           | Jason Crump      | 31    |
| 6       | augusztus 1.   | Latvijas Spidveja Centrs | Greg Hancock       | Kenneth Bjerre   | Tomasz Gollob    | Jason Crump            | Jason Crump      | 29    |
| 7       | augusztus 15.  | G&B Stadium              | Tomasz Gollob      | Jason Crump      | Hans Andersen    | Kenneth Bjerre         | Jason Crump      | 35    |
| 8       | augusztus 29.  | Speedway Center          | Andreas Jonsson    | Rune Holta       | Kenneth Bjerre   | Emil Szajfutgyinov     | Jason Crump      | 36    |
| 9       | szeptember 12. | Matije Gubca Stadion     | Emil Szajfutgyinov | Rune Holta       | Tomasz Gollob    | Nicki Pedersen         | Jason Crump      | 26    |
| 10      | szeptember 26. | Pista Olimpia            | Tomasz Gollob      | Hans Andersen    | Nicki Pedersen   | Grzegorz Walasek       | Jason Crump      | 17    |
| 11      | október 17.    | Polonia Stadion          | Nicki Pedersen     | Leigh Adams      | Sebastian Ułamek | Rune Holta             | Jason Crump      | 15    |

## Végeredmény
Pontrendszer
A résztvevők a teljes forduló során szerezhetnek pontokat, így lehetséges, hogy nem az első helyezett szerzi a legtöbb pontot. A versenyzők a következőképpen szerezhetnek pontokat:
| Pozíció | 1. | 2. | 3. | 4. |
| Pont    | 3  | 2  | 1  | 0  |
| ------- | -- | -- | -- | -- |

| Pozíció | Versenyző              | CZE | EUR | SWE | DEN | GBR | LAT | SCA | NOR | SVN | ITA | POL | Pont |
| ------- | ---------------------- | --- | --- | --- | --- | --- | --- | --- | --- | --- | --- | --- | ---- |
|         | Jason Crump            | 14  | 22  | 16  | 22  | 24  | 10  | 18  | 8   | 12  | 4   | 9   | 159  |
|         | Tomasz Gollob          | 7   | 17  | 7   | 13  | 9   | 16  | 22  | 7   | 12  | 23  | 11  | 144  |
|         | Emil Szajfutgyinov     | 17  | 9   | 20  | 14  | 7   | 10  | 5   | 14  | 24  | 11  | 7   | 138  |
| 4.      | Greg Hancock           | 10  | 16  | 5   | 14  | 14  | 20  | 8   | 10  | 9   | 7   | 8   | 121  |
| 5.      | Andreas Jonsson        | 11  | 16  | 12  | 7   | 5   | 6   | 10  | 20  | 5   | 12  | 12  | 116  |
| 6.      | Nicki Pedersen         | 12  | 9   | 13  | 10  | 8   | –   | 7   | 11  | 10  | 12  | 18  | 110  |
| 7.      | Rune Holta             | 3   | 8   | 11  | 5   | 7   | 7   | 2   | 15  | 19  | 8   | 14  | 99   |
| 8.      | Kenneth Bjerre         | 10  | 5   | 8   | 8   | 7   | 15  | 10  | 15  | 7   | 5   | 8   | 98   |
| 9.      | Fredrik Lindgren       | 19  | 2   | 9   | 3   | 16  | 6   | 9   | 12  | 6   | 6   | 7   | 95   |
| 10.     | Hans Andersen          | 6   | 6   | 5   | 6   | 15  | 9   | 14  | 4   | 5   | 18  | 3   | 91   |
| 11.     | Leigh Adams            | 13  | 6   | 3   | 6   | 3   | 11  | 5   | 7   | 9   | 3   | 15  | 81   |
| 12.     | Sebastian Ułamek       | 5   | 8   | 6   | 8   | 8   | 6   | 5   | 8   | 2   | 3   | 16  | 75   |
| 13.     | Grzegorz Walasek       | 6   | 5   | 6   | 7   | 1   | 6   | 6   | 7   | 6   | 13  | 3   | 66   |
| 14.     | Chris Harris           | 6   | 5   | 5   | 5   | 9   | 5   | 8   | 1   | 4   | 11  | 3   | 62   |
| 15.     | Scott Nicholls         | 4   | 1   | 1   | 5   | 6   | 3   | 5   | 3   | 7   | 6   | 4   | 45   |
| 16.     | Antonio Lindbäck       | –   | –   | 17  | –   | –   | –   | 10  | –   | –   | –   | –   | 27   |
| 17.     | Niels Kristian Iversen | –   | –   | –   | 11  | –   | 8   | –   | 1   | –   | –   | –   | 20   |
| 18.     | Jarosław Hampel        | –   | 9   | –   | –   | –   | –   | –   | –   | –   | –   | –   | 9    |
| 19.     | Matej Žagar            | –   | –   | –   | –   | –   | –   | –   | –   | 7   | –   | –   | 7    |
| 20.     | Grigorij Laguta        | –   | –   | –   | –   | –   | 6   | –   | –   | –   | –   | –   | 6    |
| 21.     | Adrian Miedziński      | –   | –   | –   | –   | –   | –   | –   | –   | –   | –   | 6   | 6    |
| 22.     | Edward Kennett         | –   | –   | –   | –   | 4   | –   | –   | –   | –   | –   | –   | 4    |
| 23.     | Guglielmo Franchetti   | –   | –   | –   | –   | –   | –   | –   | –   | –   | 2   | –   | 2    |
| 24.     | Matěj Kůs              | 1   | –   | –   | –   | –   | –   | –   | –   | –   | –   | –   | 1    |
| 25.     | Mattia Carpanese       | –   | –   | –   | –   | –   | –   | –   | –   | –   | 0   | –   | 0    |
| Pozíció | Versenyző              | CZE | EUR | SWE | DEN | GBR | LAT | SCA | NOR | SVN | ITA | POL | Pont |

| Szín      | Eredmény                 |
| --------- | ------------------------ |
| Arany     | Győztes                  |
| Ezüst     | 2. helyezett             |
| Bronz     | 3. helyezett             |
| Sötétzöld | 4. helyezett             |
| Zöld      | A középdöntőben kiesett  |
| Fehér     | A selejtezőben kiesett   |
| Piros     | Nem vett részt a futamon |